# Tales of Wedding Rings
Tales of Wedding Rings (結婚指輪物語?, Kekkon yubiwa monogatari, lett. "La storia degli anelli nuziali") è un manga scritto e disegnato da Maybe. È stato serializzato sulla rivista Monthly Big Gangan dal 25 marzo 2014 al 23 agosto 2024. In Italia è stato pubblicato da Star Comics nella collana Wonder dall'8 maggio 2019 al 6 maggio 2025. 
Un adattamento anime prodotto da Staple Entertainment è stato annunciato il 17 gennaio 2023 ed è stato trasmesso dal 6 gennaio al 23 marzo 2024. Una seconda stagione è stata annunciata.

## Trama
All'inizio della storia un bambino di nome Sato assiste all'apertura di un varco dimensionale nel suo mondo, dal quale fuoriescono due persone, un vecchio stregone dalla barba bianca con un bastone e una bambina di nome Hime, coetanea di Sato. I due, provenienti da un mondo fantasy parallelo, decidono di trasferirsi in città, diventando i vicini di casa del bambino. Sato e Hime crescono assieme, diventano migliori amici, frequentano le stesse scuole e mantengono un ottimo rapporto, ma Sato oramai adolescente comincia a provare un sentimento più profondo per lei. Una sera si tiene il festival dell'estate, esattamente dieci anni dopo il loro primo incontro; qui Sato prova a dichiararsi a Hime ma questa gli confessa che non potranno più vedersi in quanto il giorno dopo dovrà fare ritorno nella sua terra natia. Nella stessa notte appare un varco dimensionale, Sato raggiunge Hime e quest'ultima rivela che deve andarsene in quanto è una principessa promessa in sposa, così dice addio al ragazzo ed attraversa il portale, ma Sato non volendo perdere il suo legame con lei decide di seguirla finendo catapultato nell'altro mondo.
Così il protagonista si ritrova nelle sale del palazzo nel pieno della cerimonia nuziale quando appare dall'alto un demone dall'abisso, che fa irruzione sfondando il soffitto. Hime deve dare l'anello al principe prescelto ma decide di prendere Sato, baciarlo ed affidargli l'anello, che gli conferirà il potere necessario per uccidere il demone, oltre che diventare suo marito e sovrano del Regno della Luce. Al calare delle tenebre il castello viene attaccato nuovamente, questa volta i demoni vengono però accompagnati da un cavaliere del Re dell'Abisso, il quale è in cerca del Re degli Anelli, ovvero colui che forgiò cinque fedi intrise di una magia che avrebbe cancellato l'oscurità dal mondo, ognuna di queste era dedicata a un elemento: Luce, Fuoco, Acqua, Vento e Terra. Ogni anello è stato dato ad una ragazza diversa che a sua volta fa parte di una razza differente, che Sato dovrà sposare per avere tutti e cinque i poteri, ottenendo così il potere per sigillare nuovamente il Re degli Abissi.

## Personaggi
Sato (サトウ?, Satō) / Haruto Sato (佐藤春人?, Satō Haruto)
Doppiato da: Gen Satō (anime), Takumi Satō (VR)
Il protagonista della serie. È uno studente al primo anno di liceo che dopo aver inseguito la sua amica d'infanzia Hime attraverso un varco dimensionale, si ritrova in un altro mondo. Qui sposa Hime e diventa il leggendario Re degli Anelli, ma per poter usufruire del suo potere necessario per sigillare il Re degli Abissi, deve sposare le restanti quattro principesse. Prova un sentimento d'amore risoluto per Hime. I due consumeranno il matrimonio durante un ritorno momentaneo sulla Terra.
Hime (ヒメ?) / Himeno Nonaka (野中姫乃?, Nonaka Himeno) / Krystal Novaty Nokanatika (クリストル・ノバティ・ノカナティカ?, Kurisutoru Nobati Nokanatika)
Doppiata da: Akari Kitō (anime e VR)
La principessa di Nokanatika, il Regno della Luce dove vivono gli umani. È la custode dell'Anello della Luce. Per sfuggire dalle grinfie del Re dell'Abisso, decise di nascondersi nel mondo di Sato per 10 anni. Contraccambia l'amore che prova Sato per lei.
Nephrites Lomka (ネフリティス・ロムカ?, Nefuritisu Romuka)
La principessa di Lomka, il Regno del Vento dove vivono gli elfi. È la custode dell'Anello del Vento. Ha 57 anni anche se sembra una coetanea di Hime. È stata per lungo tempo un hikikomori ed è molto timida. Si innamora sinceramente di Sato e per lungo tempo evita di fare passi avanti nel loro rapporto per rispetto ad Hime, ma dopo aver sconfitto il Re dell'Abisso e aver visitato il suo mondo, sceglie di consumare il matrimonio con Sato e, dopo aver ricevuto il permesso di Hime, su sua richiesta perde la verginità con Sato in un rapporto a tre con Hime stessa.
Granat Needakitta (グラナート・ニーダキッタ?, Guranāto Nīdakitta)
La principessa di Needakitta, il Regno del Fuoco dove vive il popolo dei gatti. È la custode dell'Anello di Fuoco. È coraggiosa ed è una guerriera molto potente. Giurò che si sarebbe sposata solo con un uomo più forte di lei, per questo respinge Sato dopo averlo battuto facilmente in un combattimento. Dopo averlo visto aiutare la sua gente contro un emissario del Re dell'Abisso decide di sposarlo comunque, ma lui rifiuta perché, per rispettare la sua volontà, sceglie di sfidarla nuovamente senza usare i poteri dell'anello. Lasciandosi guidare da una voce proveniente dagli anelli, Sato riesce ad infliggere un colpo decisivo a Granat, che accetta di sposarlo. Innamoratasi di lui, dopo la vittoria sul Re dell'Abisso, resta sconvolta quando Nephrites, la più timida del gruppo, riesce a farsi accettare da Sato come moglie a tutti gli effetti e decide di tentare lo stesso. Alla fine, dopo un altro combattimento in riva al fiume da lei vinto, Granat reclama il suo premio, ovvero consumare il matrimonio con Sato.
Saphir Maasa (サフィール・マーサ?, Safīru Māsa)
La principessa di Maasa, il Regno dell'Acqua dove vivono i draghi divini. È la custode dell'Anello dell'Acqua. Decide di sposarsi lei con Sato per risparmiare tale destino a sua sorella gemella, che venne inizialmente scelta come principessa dell'anello anche perché avrebbe dovuto essere Marse, suo innamorato, a diventare il Re degli Anelli. È contenta di svolgere il suo dovere di Principessa dell'Anello, ma è piuttosto disinteressata a provare sentimenti per il Re dell'Anello. Anche se lo dice, è piuttosto seccata per essere stata negata e per il suo corpo considerato infantile da Satou quando ha tentato di sedurlo. Si arrabbia quando lui non presta attenzione alle sue avances, anche se sono fatte per scherzo o per fare il suo dovere di creare un forte erede per il suo paese.
Anbar Idanokan (アンバル・イダノカン?, Anbaru Idanokan)
La principessa di Idanokan, il Regno della Terra dove vivono i nani. È la custode dell'Anello della Terra. A differenza delle altre, Anbar è stata creata artificialmente per preservare la memoria della razza nanica, ormai estinta. Sta bene dedicando tutto a Satou ed è disposta a proteggerlo anche se dovesse morire. Resta da vedere se questi siano i suoi sentimenti o come sia stata creata.
Kenja Alabasta (賢者アラバスタ?, Kenja Arabasuta)
Il nonno di Hime.
Morion (モーリオン?, Mōrion)
La sorellina di Hime.
Marse (マルス?, Marusu)
Un principe originariamente promesso in sposo a Hime. Dopo essere rimasto impressionato dal fatto che Sato abbia deciso di venire nel suo mondo per seguire la ragazza che ama, decide di approfittare della situazione per rinunciare alle nozze e quindi risparmiarsi la responsabilità di diventare il Re dell'Anello. Preso in simpatia Sato, diventerà un suo amico. Nel corso della storia si sposerà con Saphira.
Saphira (サフィラ?, Safira)
La sorella gemella di Saphir. Si sposerà con Marse.

## Media

### Manga

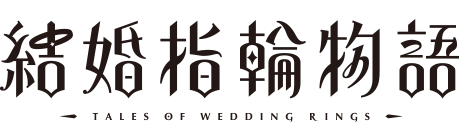
Logo originale della serie

Tales of Wedding Rings è stato scritto e disegnato dal duo Maybe, i cui membri si sono ispirati alle celebre trilogia cinematografica de Il Signore degli Anelli basata sull'omonimo romanzo di J. R. R. Tolkien. La serie è stata lanciata nel quarto numero della rivista seinen Monthly Big Gangan uscito il 25 marzo 2014. La serie è entrata nel climax il 25 agosto 2021. La serie si è conclusa il 23 agosto 2024. I capitoli sono stati raccolti in 15 volumi tankōbon da Square Enix dal 9 dicembre 2014 al 25 settembre 2024.
In Italia la serie è stata pubblicata da Star Comics nella collana Wonder dall'8 maggio 2019 al 6 maggio 2025.
| 1  | 9 dicembre 2014                   | ISBN 978-4-7575-4430-7 | 8 maggio 2019    | ISBN 978-88-226-1401-8 |
| 1  | Capitoli - Capitoli 1-4           |                        |                  |                        |
| 2  | 25 maggio 2015                    | ISBN 978-4-7575-4654-7 | 10 luglio 2019   | ISBN 978-88-226-1464-3 |
| 2  | Capitoli - Capitoli 5-10 - Extra  |                        |                  |                        |
| 3  | 25 dicembre 2015                  | ISBN 978-4-7575-4848-0 | 9 ottobre 2019   | ISBN 978-88-226-1553-4 |
| 3  | Capitoli - Capitoli 11-16         |                        |                  |                        |
| 4  | 25 ottobre 2016                   | ISBN 978-4-7575-5140-4 | 15 gennaio 2020  | ISBN 978-88-226-1703-3 |
| 4  | Capitoli - Capitoli 17-21 - Extra |                        |                  |                        |
| 5  | 24 giugno 2017                    | ISBN 978-4-7575-5392-7 | 12 agosto 2020   | ISBN 978-88-226-1781-1 |
| 5  | Capitoli 22-28                    |                        |                  |                        |
| 6  | 24 febbraio 2018                  | ISBN 978-4-7575-5638-6 | 11 novembre 2020 | ISBN 978-88-226-2012-5 |
| 6  | Capitoli - Capitoli 29-34         |                        |                  |                        |
| 7  | 25 settembre 2018                 | ISBN 978-4-7575-5859-5 | 13 gennaio 2021  | ISBN 978-88-226-2103-0 |
| 7  | Capitoli - Capitoli 35-40         |                        |                  |                        |
| 8  | 9 luglio 2019                     | ISBN 978-4-7575-6192-2 | 10 marzo 2021    | ISBN 978-88-226-2160-3 |
| 8  | Capitoli - Capitoli 41-46         |                        |                  |                        |
| 9  | 25 maggio 2020                    | ISBN 978-4-7575-6626-2 | 12 maggio 2021   | ISBN 978-88-226-2330-0 |
| 9  | Capitoli - Capitoli 47-51         |                        |                  |                        |
| 10 | 25 gennaio 2021                   | ISBN 978-4-7575-7059-7 | 13 ottobre 2021  | ISBN 978-88-226-2583-0 |
| 10 | Capitoli - Capitoli 52-57         |                        |                  |                        |
| 11 | 25 agosto 2021                    | ISBN 978-4-7575-7437-3 | 11 maggio 2022   | ISBN 978-88-226-3200-5 |
| 11 | Capitoli - Capitoli 58-62         |                        |                  |                        |
| 12 | 25 marzo 2022                     | ISBN 978-4-7575-7843-2 | 8 marzo 2023     | ISBN 978-88-226-3797-0 |
| 12 | Capitoli - Capitoli 63-67         |                        |                  |                        |
| 13 | 25 gennaio 2023                   | ISBN 978-4-7575-8358-0 | 11 ottobre 2023  | ISBN 978-88-226-4297-4 |
| 13 | Capitoli - Capitoli 68-73         |                        |                  |                        |
| 14 | 25 dicembre 2023                  | ISBN 978-4-7575-8977-3 | 27 agosto 2024   | ISBN 978-88-226-5033-7 |
| 14 | Capitoli - Capitoli 74-80         |                        |                  |                        |
| 15 | 25 settembre 2024                 | ISBN 978-4-7575-9438-8 | 6 maggio 2025    | ISBN 978-88-226-5697-1 |
| 15 | Capitoli - Capitoli 81-86         |                        |                  |                        |

### Realtà virtuale
Nel novembre 2017 è stato annunciato che era in fase di sviluppo una versione in realtà virtuale del manga. È stato presentato per la prima volta nel marzo 2018 presso lo stand AnimeJapan di Square Enix. In seguito è stato reso disponibile su HTC Vive il 25 settembre 2018.

### Anime
Il 17 gennaio 2023 Square Enix ha annunciato un adattamento anime della serie. È prodotto da Staple Entertainment e diretto da Takashi Naoya, con la sceneggiatura scritta da Deko Akao, il character design curato da Saori Nakashiki e la colonna sonora composta da Satoshi Hōno. La serie è stata trasmessa dal 6 gennaio al 23 marzo 2024 su AT-X e altre reti. La sigla d'apertura è Lover's Eye di Sizuk mentre quella di chiusura è Kokoro no naka (ココロノナカ? lett. "Nel cuore") di AliA. I diritti per la distribuzione internazionale al di fuori dell'Asia sono stati acquistati da Crunchyroll che ha trasmesso la serie in simulcast in versione sottotitolata in vari Paesi del mondo, tra cui l'Italia.
Una seconda stagione è stata annunciata il 23 marzo 2024.

#### Episodi
| Nº | Titolo italiano Giapponese 「Kanji」 - Rōmaji | In onda          | In onda |
| Nº | Titolo italiano Giapponese 「Kanji」 - Rōmaji | Giapponese       |         |
| 1  | Episodio 1 「第1話」 - Dai 1-wa               | 6 gennaio 2024   |         |
| 2  | Episodio 2 「第2話」 - Dai 2-wa               | 13 gennaio 2024  |         |
| 3  | Episodio 3 「第3話」 - Dai 3-wa               | 20 gennaio 2024  |         |
| 4  | Episodio 4 「第4話」 - Dai 4-wa               | 27 gennaio 2024  |         |
| 5  | Episodio 5 「第5話」 - Dai 5-wa               | 3 febbraio 2024  |         |
| 6  | Episodio 6 「第6話」 - Dai 6-wa               | 10 febbraio 2024 |         |
| 7  | Episodio 7 「第7話」 - Dai 7-wa               | 17 febbraio 2024 |         |
| 8  | Episodio 8 「第8話」 - Dai 8-wa               | 24 febbraio 2024 |         |
| 9  | Episodio 9 「第9話」 - Dai 9-wa               | 2 marzo 2024     |         |
| 10 | Episodio 10 「第10話」 - Dai 10-wa            | 9 marzo 2024     |         |
| 11 | Episodio 11 「第11話」 - Dai 11-wa            | 16 marzo 2024    |         |
| 12 | Episodio 12 「第12話」 - Dai 12-wa            | 23 marzo 2024    |         |

## Accoglienza
In Giappone, il quinto volume ha venduto un totale stimato di 33 557 copie in una settimana.
Il sito belga Actua BD ha recensito il primo numero di Tales of Wedding Rings, affermando che "la vera trama rivela rapidamente la sua vera natura alla fine del volume e mostra il titolo per quello che è: uno shōnen harem, nel senso stretto del termine [...] C'è qualcosa di divertente nell'assumere così direttamente la natura di questo tipo di narrativa, un classico tra i classici degli shōnen, e senza dubbio i fan del genere lo apprezzeranno. Temiamo che in futuro possa usare e abusare dei luoghi comuni. Rebecca Silverman di Anime News Network ha recensito a sua volta il primo volume del manga, affermando che l'aspetto sentimentale era molto dolce e per nulla affrettato, mostrando una bella reciprocità nei sentimenti di Sato e Hime, inoltre ha apprezzato che il principe Marse sia stato impostato come amico del protagonista anziché un suo rivale in amore. Il fanservice rientrava maggiormente nella categoria delle prese in giro, mostrandosi però bilanciato per entrambi i sessi. I disegni dei corpi dei personaggi, sia maschili che femminili, erano ben realizzati ma gli occhi sembravano fatti di marmo, anche se era un aspetto facilmente trascurabile, soprattutto grazie all'ottimo lavoro svolto dall'autore con il linguaggio del corpo di Sato mentre cerca di adattarsi alla sua nuova situazione. In conclusione pensò che si trattava di una storia d'amore fantasy con un discreto potenziale che rischiava però di trasformarsi in un harem meccanico, ma nonostante ciò rimaneva sia una dolce storia d'amore che un'avventura interessante.